# Friedl Brehm
Friedel Karl Brehm (* 21. Mai 1917 in Duisburg; † 8. April 1983 in Tutzing am Starnberger See) war ein deutscher Verleger, Redakteur und Autor.

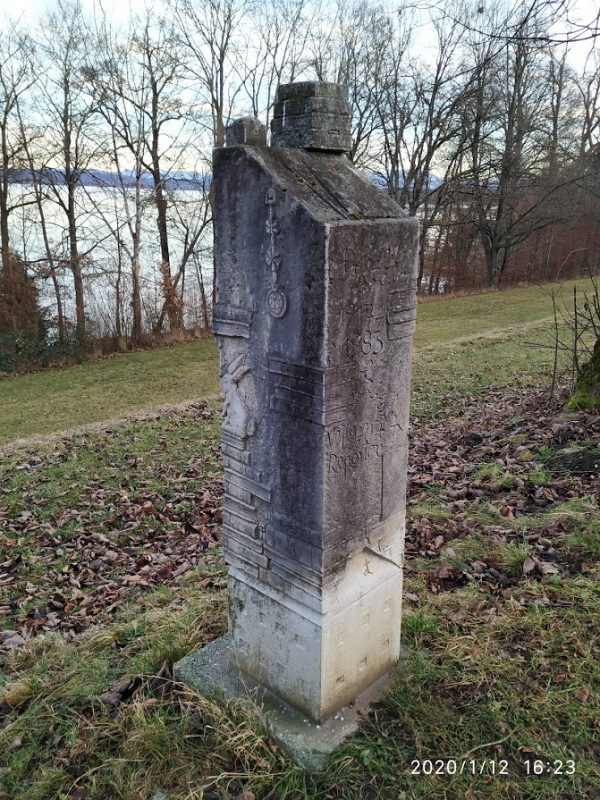
Die Friedl-Brehm-Stele im Stadtpark Tutzing

## Friedl Brehm Verlag
1957 gründete er den „Friedl Brehm Verlag“. Friedl Brehm setzte sich vor allem für bairisch-österreichische Mundartdichtung ein.
Friedl Brehm war ein unkonventioneller Kleinverleger, der sein gesamtes Einkommen aus seinem Beruf als Redakteur bei der Starnberger Landkreis-Redaktion der Süddeutschen Zeitung in seinen Verlag steckte.
Der Verlag existierte bis 1995. Im Jahr 2003 wurde der Friedl Brehm Verlag in Feldafing neu gegründet. Er ist geführt als Imprint in der Arabella-Versandbuchhandlung GmbH, Feldafing.

## „Schmankerl“ und „Edelgammler“
Um jungen Mundartautoren ein Forum zu bieten, gründete Friedl Brehm zusammen mit Christian Buck 1969 die halbjährlich erscheinende Literaturzeitschrift „Schmankerl“. Etwa zur selben Zeit gründete Brehm die nur kurze Zeit bestehende Literaturzeitschrift „Edelgammler“. Das „Schmankerl“ entwickelte sich bald zum bairischen Sprachrohr der „Neuen deutschen Mundartdichtung“ (Hoffmann/Berlinger) die sich deutlich von der „tümelnden“ Heimatlyrik abzusetzen versuchte. Neben bairischer, österreichischer und alemannischer Lyrik sowie Kurzprosa enthielten die „Schmankerl“-Hefte auch literaturhistorische Essays. Die teilweise ausufernden Leserbrief-Diskussionen in den Heften zeugen von der Intensität, mit der über Sprache, Dialekt und Politik gestritten wurde. 
Nach Friedl Brehms Tod 1983 wurde die Zeitschrift von Joseph Berlinger und Harald Grill bis 1986 weitergeführt.

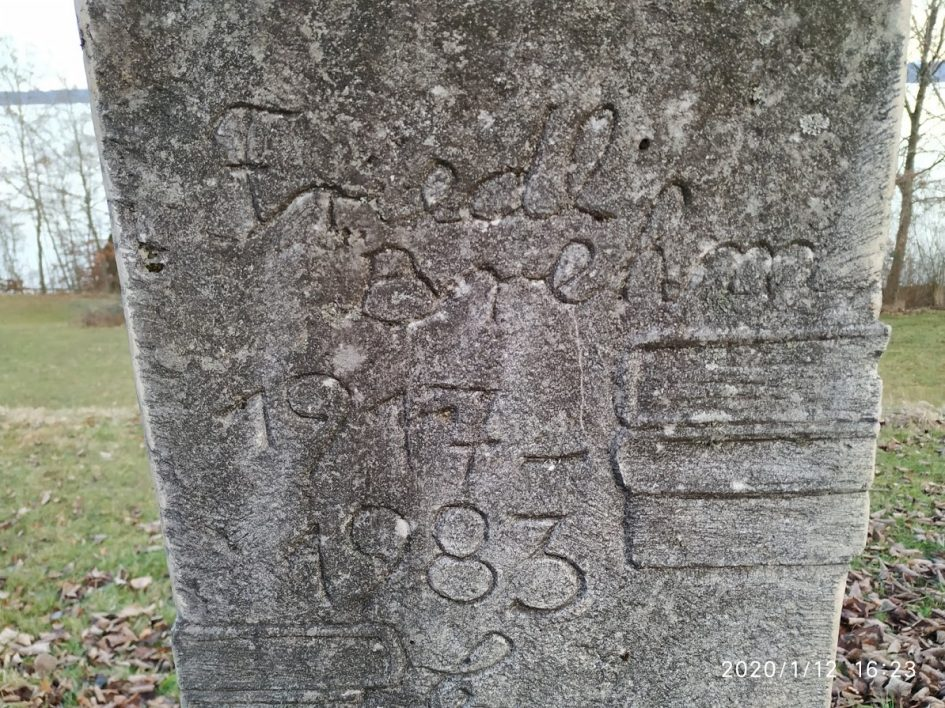
Die Friedl-Brehm-Stele im Stadtpark Tutzing erinnert an einen besonderen Verleger

## Rezeption
„Alles an Friedl Brehm war darauf angelegt, Widerspruch zu erwecken – ein Zug, der gewiss auch etwas trotzig Infantiles hat; dass Friedl Brehm jemals „erwachsen“, geschweige denn altersweise gewesen wäre, lässt sich schwerlich behaupten. Er trotzte noch den unabänderlichsten „Naturgesetzen“, so hab ich ihn z. B. nie einen Mantel und selbst im tiefsten Winter nur Sommerkleidung tragen sehen. Er wollte der ewig Rebellierende bleiben, ein „Mundartrocker“, wie ihn Felix Mitterer in seinem Nachruf beschrieb, „der schulterlange, weiße Haare trägt, auf der Brust ein Friedensabzeichen, dazu Bluejeans und Holzpantoffeln“. Nichts bereitete ihm mehr diebische Freude, als gedankenlos vorgefasste Erwartungen zu enttäuschen, besonders die an einen Bavarica-Verleger mit Gamsbarthut und Grandeln vor der „Wampen“. „Da wo Literatur krawattenpflichtig ist und wo man nur leise auftreten darf, hätten ihn die Museumswächter nicht hineingelassen“, meinte sein Autor Josef Wittmann. Und wo Tracht Kostümzwang war – was ja lange Zeit bei Mundartabenden der Fall war –, da wurde allein sein Ein- und Auftreten ein Ärgernis.“ (Bernhard Setzwein)[Quelle?]
„Brehm ist eine der wohl bizarrsten Figuren unter den Verlegern des Münchener Raumes. Er betreibt seinen Laden eigensinnig und tolerant, besessen vom Optimismus und Großmut, ein verlegerischer Frechdachs, dessen Überleben auf dem erbarmungslosen Büchermarkt seinen Freunden zu ständiger Verwunderung gereicht.“ (Hermann Unterstöger, Süddeutsche Zeitung)[Quelle vervollständigen!]

## Autoren des Friedl Brehm Verlages
Gustl Angstmann, Joseph Berlinger, Bernhard C. Bünker, Christian Buck, Dullijöh, Helmut Eckl, Harald Grill, Franz Hillebrandt, Margret Hölle, Benno Höllteufel, 
Felix Hoerburger, Herbert Kapfer, Adolf Layer, Josef Marx, Joseph Maria Lutz, Hanns Meilhamer, Felix Mitterer, Hanns Christian Müller, Wolfgang Oppler, Reiner Panitz, Gerhard Polt, Carl-Ludwig Reichert, Hardy Scharf, Werner Schlierf, Alfons Schweiggert, Bernhard Setzwein, Albert Sigl, Ossi Sölderer, Bernhard Ücker, Josef Wittmann.

## Ehrung
In Tutzing erinnert eine von Josef Wittmann gestiftete Stele auf dem Johannishügel an Friedl Brehm.